# Автомобильный транспорт Исландии
Автомобильный транспорт Исландии — один из видов транспорта в Исландии.

## История

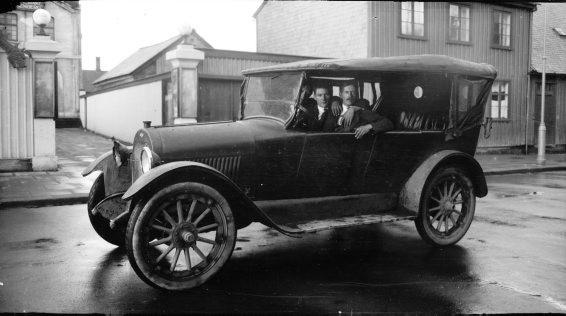
Легковой автомобиль Overland модели 1923 года в центре Рейкьявика (фотоснимок, сделанный в период между 1923 и 1935 годом)

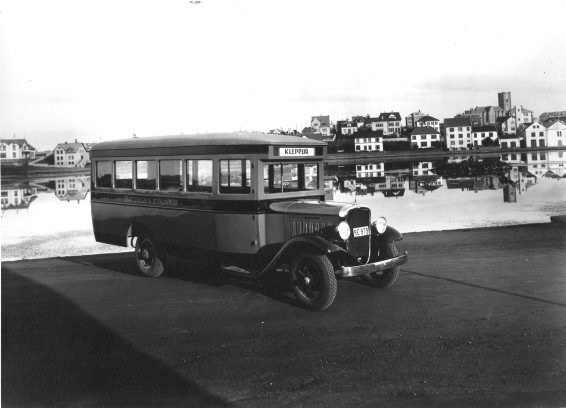
Автобус в Рейкьявике, 1933 год

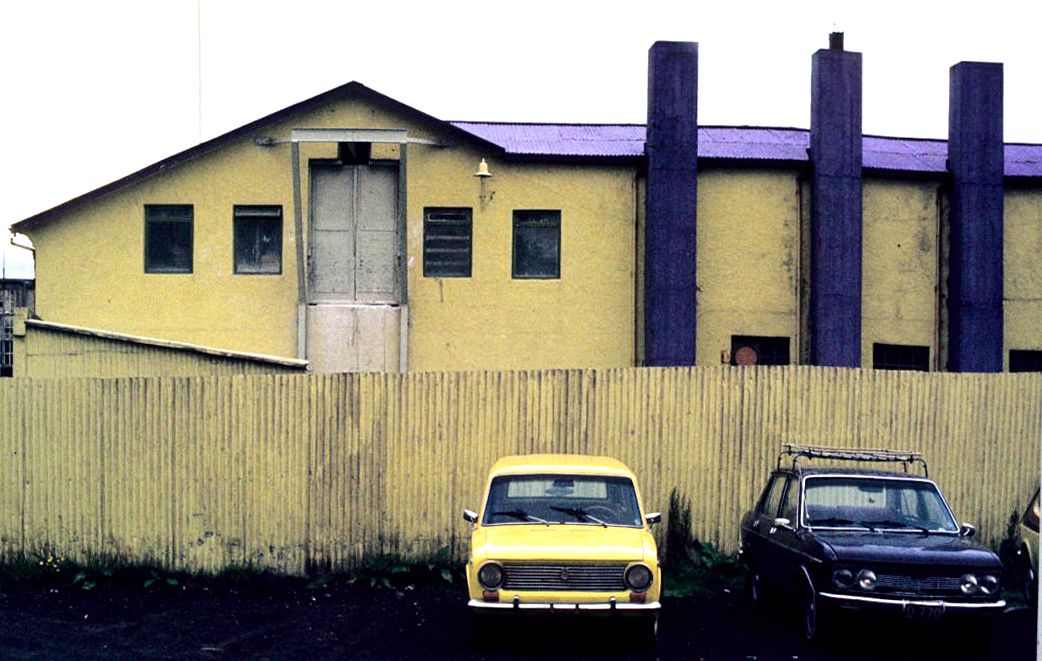
Советский ВАЗ-2101 в Исландии (1981 год)

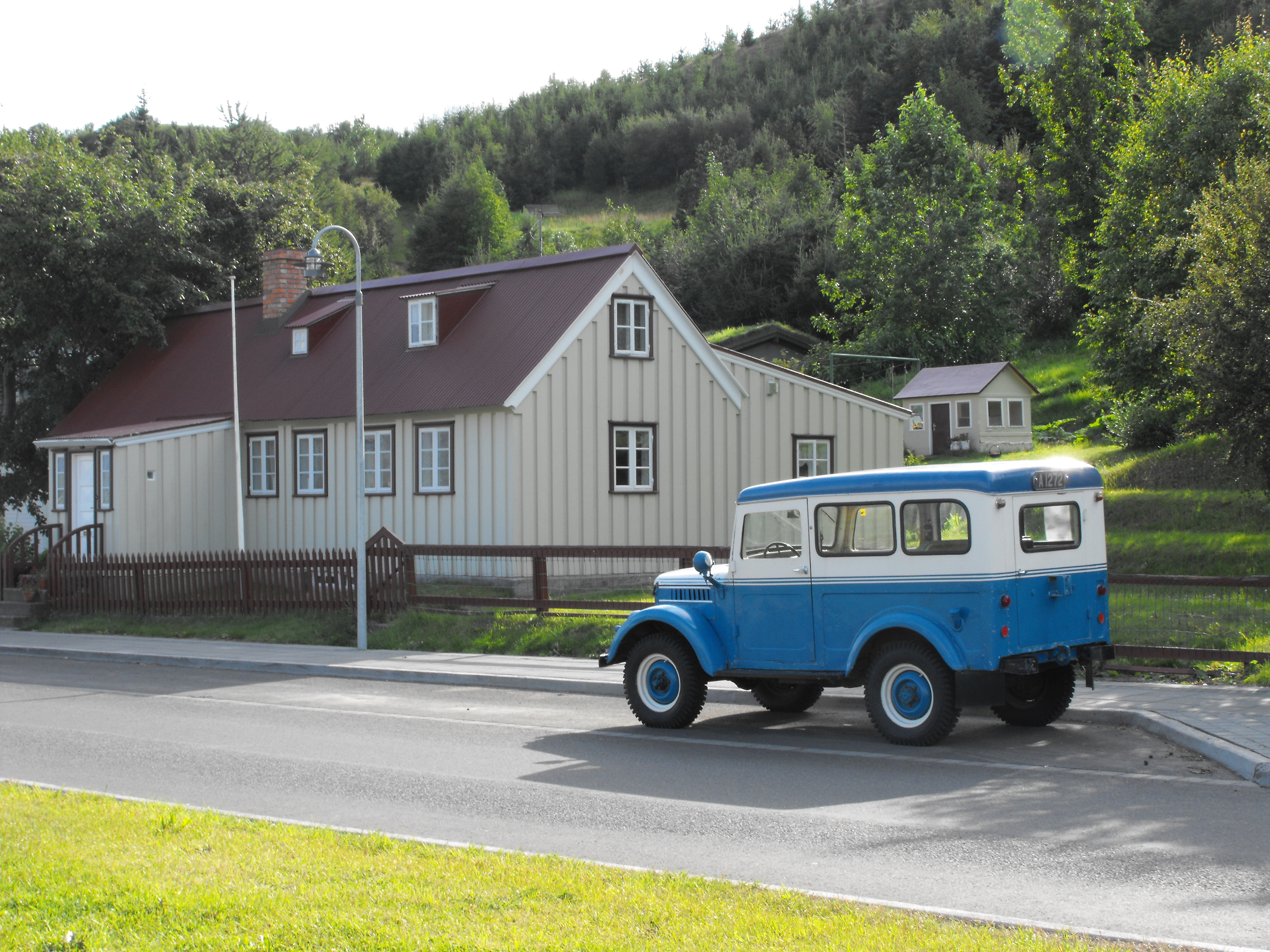
Советский ГАЗ-69 в Исландии (28 июня 2009 года)

В связи с островным расположением Исландии, основным видом транспорта здесь исторически является морской транспорт.
На протяжении длительного времени (с 1380 года до 1944 года) Исландия находилась в унии с Данией — и развитие острова определяло правительство Дании.
В 1930-е годы количество автомашин, мотоциклов и велосипедов на острове постепенно увеличивалось. В августе 1931 года в Рейкьявике начал движение городской автобус. Однако после начала второй мировой войны в сентябре 1939 года импорт товаров в Исландию оказался затруднён.
9 апреля 1940 года Дания была оккупирована немецкими войсками. После этого, 10 апреля 1940 года, альтинг выступил с заявлением, что датский король Кристиан X больше не в состоянии исполнять свои конституционные обязанности на территории Исландии, и передал их правительству Исландии. Исландия стала независимым государством. В это время население острова составляло 113 тыс. человек, также здесь имелось до 2 тыс. автомашин.
10 мая 1940 года на остров высадились английские войска. В июле 1941 правительство США заключило с Исландией соглашение «об обороне Исландии в течение войны», по которому английские части в Исландии заменялись американскими. 7 июля 1941 года первые подразделения американской армии начали прибывать в Исландию на замену британским войскам. В дальнейшем на острове началось расширение транспортной инфраструктуры в соответствии с потребностями войск Антигитлеровской коалиции.
Так как на вооружении английских и американских войск имелась автомобильная техника, общее количество транспорта на острове увеличилось.
31 декабря 1943 года истёк срок договора об унии с Данией, 20—23 мая 1944 года был проведён референдум о независимости Исландии, в соответствии с результатами которого 17 июня 1944 года альтинг провозгласил независимость республики Исландия.
После окончания войны войска и военные базы США остались на острове, в условиях начавшейся «холодной войны» расширение транспортной инфраструктуры было продолжено (в том числе, за счёт иностранных инвестиций и в военных целях).
В 1948 году Исландия была включена в план Маршалла. 4 апреля 1949 года — стала членом военно-политического блока НАТО. 19 сентября 1949 года была принята Женевская конвенция о дорожном движении (к которой присоединилась Исландия). В конце 1940-х годов на острове насчитывалось свыше 2 тыс. автомашин (однако ранее построенные узкоколейные железнодорожные линии к этому времени уже прекратили работу).
В 1954 году автопарк страны насчитывал 11,2 тыс. автомашин. К концу 1956 года общее количество автомашин в стране увеличилось до 16,5 тыс. (из них 10,7 тыс. составляли легковые автомобили).
В 1962 году в стране имелось 26 тыс. автомашин и мотоциклов, а также 30 тыс. лошадей.
В 1960-е годы страна закупала автомашины и тракторы в СССР, и к началу 1966 года здесь насчитывалось 3614 советских автомобилей (что составляло 12,5% автопарка страны). В дальнейшем Исландия закупила дополнительное количество советских автомашин (так, в 1968 году Исландия закупила в СССР 42 грузовика, 152 легковые автомашины и автомобильные запчасти; в 1969 году — ещё 12 грузовиков, 73 легковые автомашины, 5 тракторов и запчасти к ним).
26 мая 1968 года в стране ввели правостороннее движение. В 1970 году Исландия присоединилась к Европейской ассоциации свободной торговли (предусматривавшей развитие торговли между странами-участниками через согласование таможенных тарифов на товары - в том числе, на автомашины). В 1971 году длина автомобильных дорог составляла свыше 10 тыс. км, в стране имелось 54,7 тыс. автомашин.
Начавшийся в октябре 1973 года топливно-энергетический кризис привёл к росту мировых цен на нефть и нефтепродукты. Положение в Исландии осложнилось, в начале 1983 года была предпринята попытка перевести часть грузовиков на биотопливо из рыбьего жира (так как в это время стоимость рыбьего жира в стране была на 40% ниже, чем стоимость автомобильного бензина).
В середине 1980-х годов в стране насчитывалось около 61 тыс. автомашин различного назначения (при этом основную часть автопарка составляли 49 тыс. легковых автомобилей). Собственное производство автомобильной техники отсутствовало, но здесь действовали станции обслуживания автотранспорта. Жидкое топливо импортировалось (что является одним из факторов, ограничивающих количество автомашин на острове).

## Современное состояние

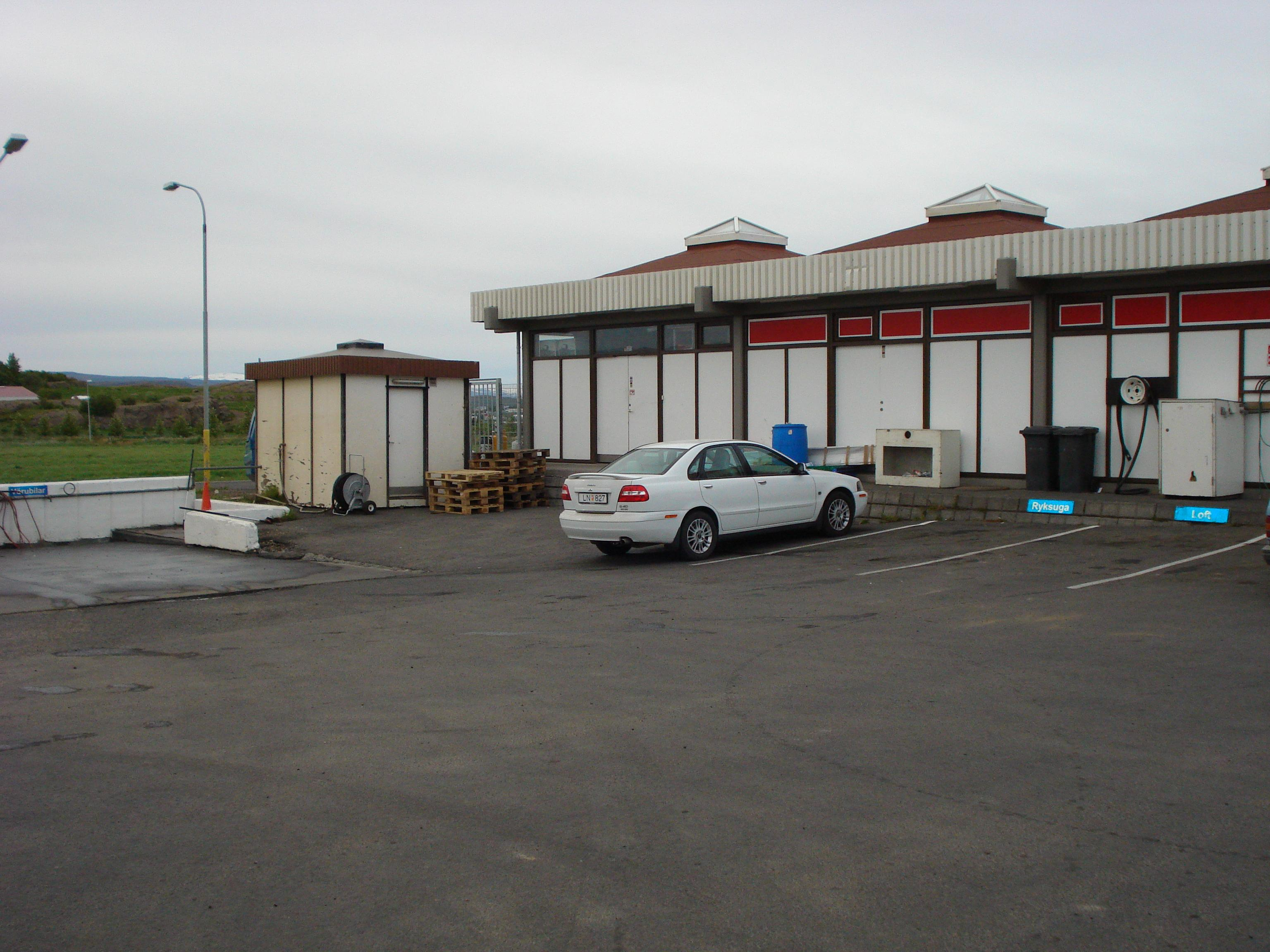
Автомобиль на автозаправочной станции (24 июня 2007 года)

В 2006 году протяжённость дорог с твёрдым покрытием составляла 13 038 км (в основном в прибрежной части острова), во внутренних районах острова имелись только грунтовые дороги. В стране насчитывалось 197,3 тыс. легковых автомобилей, 25,5 тыс. грузовиков, 1,9 тыс. автобусов и 4,2 тыс. мотоциклов.
Начавшийся в 2008 году всемирный экономический кризис осложнил положение в экономике Исландии и стал причиной протестных выступлений населения страны. В марте — апреле 2008 года водители грузовиков Исландии протестовали против стремительного повышения цен на автомобильное топливо.